# Fundació Maeght

Part del Laberint Miró a la Fundació Maeght

La Fundació Maeght (Fondation Maeght originalment i en francès) és un museu d'art modern situat a Sant Pau (Alps Marítims), a uns 25 km de Niça. Va ser fundat per Marguerite i Aimé Maeght el 1964 i alberga pintures, escultures, collages, ceràmiques i totes les formes d'art modern. L'edifici és obra de l'arquitecte Josep Lluís Sert.
La col·lecció inclou obres de molts artistes importants segle xx com Pierre Bonnard, Georges Braque, Alexander Calder, Marc Chagall, Alberto Giacometti, Fernand Léger i Joan Miró, entre d'altres.
La Fundació és totalment independent i es finança sense la dependència dels subsidis estatals. Adrien Maeght és el president del Consell d'Administració de la Fundació que també inclou Isabelle Maeght i la seva germana Yoyo Maeght.